# Al-Mardż al-Achdar al-Gharbi
Al-Mardż al-Achdar al-Gharbi (arab. المرج الأخضر الغربي) – miejscowość w Syrii, w muhafazie Idlib. W 2004 roku liczyła 3464 mieszkańców.